# Malina Gyula
Malina Gyula (Esztergom, 1853. május 24. – Szeged, 1919. december 2.) magyar mérnök, a Tisza-szabályozás munkatársa.

## Életpályája
1871–1876 között a zürichi Eidgenössische Technische Hochschule-ban tanult. 1876–1878 között a Mindszent-apátfalvi Ármentesítő Társulat mérnöke volt. 1878-ban lépett állami szolgálatba Sátoraljaújhelyen. 1881–1884 között a szegedi Folyammérnöki Hivatal mérnöke, 1884–1886 között főmérnöke volt. 1886–1889 között az országos középítészeti felügyelője, 1889–1890 között a Tiszai Műszaki Osztály főnöke volt. 1890–1914 között a Felsőtorontáli Ármentesítő Társulat igazgató főmérnöke volt. 1914-ben nyugdíjba vonult.

### Munkássága
Az árvízvédelem és a folyószabályozás körébe tartozó kísérleti kutatásokat végzett. A gátak hullámverés elleni védelmének tanulmányozására kísérleti berendezést tervezett. Kutatásairól a Magyar Mérnök- és Építészegylet Közlönyében számolt be 1905-ben. Tanulmányát a mérnökegylet a „Hollán-pályadíj” 200 koronával díjazta. Az 1880-as években megtervezte társulatának belvízelvezető hálózatát. Híresek a más-más módon kialakított partburkolatokkal végzett összehasonlító kísérletei. Világviszonylatban elsőként alkalmazta partvédelemre az aszfaltot. Általános közlekedésügyi és hírközlési cikkeket is írt.

## Művei
- A Torontál megye belvízrendezéséről készített tervezet ismertetése (Magyar Mérnök és Építész Egylet Közlöny, 1884)
- A Tisza szabályozásáról (Magyar Mérnök és Építész Egylet Közlöny, 1890)
- Mederszabályozás iszapoltató művekkel és kotrással (Gazdasági Mérnök, 1902)
- Az árvíz elleni védekezés okszerűvé tétele. Beszámoló hullámverési kísérletekről (Magyar Mérnök és Építész Egylet Közlöny, 1905)
- A partburkolatok (Gazdasági Mérnök, 1910)